# GSAT-17
GSAT-17 — геостационарный спутник связи, принадлежащий Индийской организации космических исследований (ISRO). Входит в состав Индийской национальной спутниковой системы (INSAT) и предназначен для предоставления телекоммуникационных услуг по всей территории Индии.
Спутник построен ISRO на базе индийской космической платформы I-3K. Размеры спутника в сложенном состоянии — 3,1 × 1,7 × 2,0 м. Стартовая масса спутника составляет 3477 кг. Ожидаемый срок службы спутника — 15 лет.
На спутник установлены 24 стандартных транспондера C-диапазона и 14 транспондеров C-диапазона с повышенной пропускной способностью, для предоставления услуг телевещания и VSAT. Кроме того, на аппарате размещено оборудование S-диапазона для мобильной спутниковой связи, а также транспондер для ретрансляции данных и обеспечения поисково-спасательных операций.
Спутник будет располагаться на орбитальной позиции 93,5° восточной долготы.
Контракт на запуск спутника с оператором Arianespace был подписан в ноябре 2015 года.
Спутник GSAT-17 запущен 28 июня 2017 года в 21:15 UTC, в паре со спутником Inmarsat S/Hellas-Sat 3, с помощью ракеты-носителя «Ариан-5» ECA со стартового комплекса ELA-3 космодрома Куру во Французской Гвиане.